# Abludomelita unamoena
Abludomelita unamoena is een vlokreeftensoort uit de familie van de Melitidae. De wetenschappelijke naam van de soort is voor het eerst geldig gepubliceerd in 1987 door Hirayama.